# Liste der Bodendenkmale im Landkreis Leipzig

Karte des Landkreises Leipzig

In der Liste der Bodendenkmale im Landkreis Leipzig sind die Bodendenkmale im Landkreis Leipzig nach dem Stand der Auflistung von Harald Quietzsch und Heinz Jacob aus dem Jahr 1982 aufgeführt. Eventuelle Änderungen und Ergänzungen, insbesondere aus der Zeit nach der Wende, sind nicht berücksichtigt, da für Sachsen aktuell keine neueren allgemein zugänglichen Bodendenkmallisten vorliegen. Die Kulturdenkmale sind in der Liste der Kulturdenkmale im Landkreis Leipzig aufgeführt.
Diese Liste ist eine Teilliste der Liste der Bodendenkmale in Sachsen.

## Aufteilung
Wegen der großen Anzahl von Bodendenkmalen im Landkreis Leipzig ist diese Liste in Teillisten nach den Städten und Gemeinden aufgeteilt.
| Karte | Bodendenkmale in … | Denkmale |
| ----- | ------------------ | -------- |
|       | Bad Lausick        |          |
|       | Belgershain        |          |
|       | Bennewitz          |          |
|       | Böhlen             |          |
|       | Borna              |          |
|       | Borsdorf           |          |
|       | Brandis            |          |
|       | Colditz            |          |
|       | Elstertrebnitz     |          |
|       | Frohburg           |          |
|       | Geithain           |          |
|       | Grimma             |          |
|       | Groitzsch          |          |
|       | Großpösna          |          |
|       | Kitzscher          |          |
|       | Kohren-Sahlis      |          |
|       | Lossatal           |          |
|       | Machern            |          |
|       | Markkleeberg       |          |
|       | Markranstädt       |          |
|       | Naunhof            |          |
|       | Neukieritzsch      |          |
|       | Otterwisch         |          |
|       | Parthenstein       |          |
|       | Pegau              |          |
|       | Regis-Breitingen   |          |
|       | Rötha              |          |
|       | Thallwitz          |          |
|       | Trebsen/Mulde      |          |
|       | Wurzen             |          |
|       | Zwenkau            |          |